# Điện Quan
Điện Quan là một xã thuộc huyện Bảo Yên, tỉnh Lào Cai, Việt Nam.
a. Điều kiện tự nhiên

### Xã Điện Quan nằm ở phía Bắc của huyện Bảo Yên, cách trung tâm huyện lỵ 23 km theo Quốc lộ 70. Phía Đông giáp xã Bản Cái huyện Bắc Hà; phía Tây giáp xã Xuân Quang và Trì Quang huyện Bảo Thắng; phía Đông Nam giáp xã Thượng Hà huyện Bảo Yên; phía Bắc giáp xã Cốc Lầu huyện Bắc Hà.
Xã có tổng diện tích tự nhiên 4.297,00 ha, trong đó đất nông - lâm nghiệp 2.207,54 ha (chiếm 51,71% diện tích đất tự nhiên), trong đó diện tích đất nông nghiệp 594,24 ha, đất lâm nghiệp 1613,3 ha, các loại đất khác 2089,46 ha chiếm 48,29%.
Địa bàn của xã nằm ở vùng chuyển tiếp giữa Đông và Tây Bắc Bộ, do đó khí hậu mang đặc trưng nhiệt đới gió mùa. Nhiệt độ trung bình trong năm từ 20 -210c. Lượng mưa trung bình 1.600 – 1.800mm/năm. Độ ẩm trung bình 60 – 70%, có lúc lên cao tới 87%.
Trên địa bàn xã có dòng sông Chảy dài khoảng 03 km, từ địa bàn xã Cốc Lầu (huyện Bắc Hà) chảy qua hết địa phận bản Trang rồi chảy sang địa phận xã Thượng Hà, bên kia sông là xã Bản Cái (huyện Bắc Hà). Khả năng bù đắp phù sa thấp chỉ tạo thành ở một số thung lũng kiểu hẻm vực, thích hợp cho việc cấy lúa. Ngoài dòng sông Chảy, trên địa bàn xã có dòng suối Điện chảy qua 09 thôn tạo ra nguồn nước dồi dào, cung cấp nhiều loài cá, tôm phục vụ sản xuất và đời sống.
Trước đây, rừng ở Điện Quan có nhiều tầng nên các loài thực, động vật rất phong phú, đa dạng, trải qua thời gian mặc dù diện tích rừng tự nhiên ở Điện Quan còn tương đối lớn so với các xã trong huyện, nhưng hiện nay nhiều loài gỗ quý và động vật hoang dã đã cạn kiệt, nhiều loài đã tuyệt chủng. 
Nằm trên trục đường Quốc lộ 70, giao thông thuận tiện, trung tâm xã có chợ Điện Quan, Điện Quan là nơi thuận lợi trong việc giao lưu, trao đổi với các khu vực lân cận. Trước đây, đường đất đi lại khó khăn, chủ yếu là đường mòn. Từ năm 2010, thực hiện Chương trình mục tiêu quốc gia về xây dựng nông thôn mới, với mục tiêu giao thông đi trước một bước tạo điều kiện cho kinh tế, văn hóa xã hội phát triển, được sự quan tâm đầu tư hỗ trợ của Nhà nước cùng với sự tham gia tích cực của Nhân dân các tuyến đường giao thông nông thôn đã được đầu tư bê tông hóa bao gồm các tuyến đường liên xã, liên thôn, trục thôn, nội đồng tạo điều kiện thuận lợi cho dịch vụ vận chuyển sản phẩm nông, lâm nghiệp và tiêu thụ hàng hóa của Nhân dân.
b. Đặc điểm kinh tế
Từ những năm 1960 trở về trước, nền kinh tế của xã Điện Quan phát triển rất chậm, mang nặng tính chất tự cấp, tự túc. Chủ yếu là sản xuất nông nghiệp lạc hậu, độc canh một vụ ở vùng thấp, làm nương, du canh, du cư ở vùng cao. Công cụ sản xuất chủ yếu bằng cày, bừa, cuốc, chủ yếu sử dụng sức người và trâu. Tuốt lúa, xay giã gạo bằng tay, bằng sức nước. Vì vậy, sản xuất nông nghiệp đạt hiệu quả thấp, tình trạng thiếu đói xảy ra triền miên. Ngoài gieo trồng, Nhân dân xã Điện Quan còn chăn nuôi gia súc, gia cầm với quy mô chỉ ở hộ gia đình, với số lượng ít, chủ yếu là nuôi lấy sức kéo và phục vụ nhu cầu thực phẩm tại gia đình. Quy mô nghề thủ công rất nhỏ bé, hầu hết các dân tộc đều biết dệt vải, đan lát nhưng còn thô sơ. Việc mua bán mang nặng tính chất trao đổi bằng hiện vật.
Năm 1960, thực hiện chủ trương hợp tác hóa của Đảng đưa nông dân vào con đường làm ăn tập thể đã tạo ra những chuyển biến tích cực trong quan hệ sản xuất mới. Việc thành lập hợp tác xã nông nghiệp không những tạo nên sự đoàn kết gắn bó giữa các dân tộc, mà còn tạo nên sức mạnh to lớn trong việc khai hoang mở rộng diện tích cấy lúa nước, làm thủy lợi, mở đường giao thông...
Từ những năm 2000 trở lại đây, với các chủ trương chính sách của Đảng và Nhà nước, Đảng bộ xã đã cụ thể hóa, từng bước làm thay đổi tập quán canh tác của đồng bào các dân tộc, đưa giống lúa mới, ngô mới áp dụng tiến bộ khoa học kỹ thuật, luân canh tăng vụ trong sản xuất. Nhờ thay đổi tập tục canh tác, khai hoang mở rộng diện tích và áp dụng các biện pháp khoa học kỹ thuật vào trong sản xuất nên sản lượng lương thực của xã hàng năm đều tăng. Ngoài sản xuất nông - lâm nghiệp, Nhân dân trong xã còn đẩy mạnh phát triển chăn nuôi gia súc, gia cầm; sử dụng diện tích mặt nước để nuôi thả cá. Nhiều hộ gia đình đã phát triển kinh tế trang trại đem lại hiệu quả kinh tế cao.
Kinh tế phát triển, đời sống vật chất, tinh thần của Nhân dân được nâng lên tạo điều kiện để phát huy truyền thống tốt đẹp của dân tộc, tăng thêm tình đoàn kết, giúp đỡ tương trợ lẫn nhau cùng phát triển và giữ gìn bản sắc văn hóa tốt đẹp.
c. Đặc điểm dân cư
Trước Cách mạng Tháng Tám năm 1945 khi chưa tách xã Điện Quan ra để thành lập thêm 2 xã Thượng Hà và Minh Tân, địa bàn xã Điện Quan chủ yếu là nơi sinh sống của 2 dân tộc chính là dân tộc Tày chiếm khoảng 60% dân số và dân tộc Dao chiếm khoảng 40% dân số, cho nên truyền thống văn hóa dân tộc Tày mang tính đặc trưng hơn cả và ngôn ngữ dân tộc Tày được đồng bào các dân tộc thiểu số trong vùng sử dụng làm ngôn ngữ giao tiếp chung. Đồng bào dân tộc Tày cư trú tập trung, chủ yếu canh tác lúa nước và chăn nuôi gia súc, gia cầm. Đồng bào dân tộc Dao, chủ yếu phát rừng làm nương và săn bắn thú rừng, tình trạng du canh, du cư vẫn còn xảy ra.
Trong giai đoạn (1946 – 1966) địa dư hành chính xã Điện Quan có nhiều thay đổi, trong giai đoạn này tỷ lệ dân tộc Dao chiếm tới trên 90% dân số, năm 1967 cắt 2 đội sản xuất nông nghiệp, đội 5 làng Phàng, đội 6 làng Điện của xã Minh Tân sáp nhập vào xã Điện Quan, tỷ lệ dân tộc Dao chiếm khoảng 80%, dân tộc Tày chiếm 20%.
Sau chiến sự biên giới tháng 02/1979, một làn sóng di cư ồ ạt của đồng bào dân tộc Mông từ các huyện biên giới di cư về Điện Quan. Từ đây dân số đồng bào dân tộc Mông phát triển rất nhanh.
Xã Điện Quan có 9 thôn bản gồm: bản 1, bản 2, bản 3, bản 4, bản 5, bản Khao, bản Trà, bản Điện, bản Trang.

### d. Đặc điểm văn hóa
Xã Điện Quan ngày nay là địa bàn cư trú của 12 dân tộc Dao, Mông, Tày, Kinh, Nùng, Thái, Mường, Cao Lan, Giáy, Hoa, Phù lá, La Chí cùng chung sống. Nhân dân xã Điện Quan đã cùng nhau xây dựng một nền văn hoá bản địa đặc sắc trong văn hoá dân tộc.
Trải qua quá trình sinh sống đan xen, giữa các dân tộc thường xuyên có sự giao lưu trong sinh hoạt cũng như sự gắn kết về mặt hôn nhân. 
Tiêu biểu cho văn hóa của đồng bào là những phong tục tập quán, những lễ hội cổ truyền độc đáo cầu mong trời yên, đất lành, mưa thuận gió hòa, mùa màng tươi tốt,…một số lễ hội còn được duy trì đến ngày nay như: Lễ hội xuống đồng, Ăn cơm mới của người Tày; Lễ cúng rừng, Lễ cấp sắc của người Dao; Lễ hội Sản Sán, Gàu Tào của người Mông. 
Ngoài chữ viết chung của dân tộc Việt Nam, người Mông còn có chữ viết riêng, người Dao sử dụng chữ Nho cổ để lưu lại nhiều văn bản quý có giá trị cho các nhà nghiên cứu văn hoá và lịch sử.